# Legde/Quitzöbel
Legde/Quitzöbel település Németországban, azon belül Brandenburgban. Lakosainak száma 575 fő (2023. december 31.).

## Népesség
A település népességének változása:
| Lakosok száma | 623  | 604  | 608  | 600  | 591  | 575  |
|               | 2015 | 2017 | 2019 | 2021 | 2022 | 2023 |